# Sirija
Sirija, uradno Sirska arabska republika, je zahodnoazijska država v vzhodnem Sredozemlju oziroma Levantu. Na zahodu meji na Sredozemsko morje, na severu na Turčijo, na vzhodu in jugovzhodu na Irak, na jugu na Jordanijo ter na jugozahodu na Izrael in Libanon. Država je republika, ki jo sestavlja 14 guvernatov, njeno glavno in največje mesto pa je Damask. S 25 milijoni prebivalcev na površini 185.180 kvadratnih kilometrov je 57. država po številu prebivalcev in 87. največja država.
Ime Sirija se je v preteklosti nanašalo na širšo regijo, ki je na splošno sinonim za Levant in je v arabščini znana pod imenom al Šam. Sodobna država obsega območja več starodavnih kraljestev in cesarstev, vključno z eblansko civilizacijo iz 3. tisočletja pred našim štetjem. Damask in Alep sta mesti velikega kulturnega pomena. Damask je bil sedež omajadskega kalifata in prestolnica province mameluškega sultanata v Egiptu. Sodobna sirska država je bila ustanovljena sredi 20. stoletja po stoletjih osmanske vladavine kot francoski mandat. Postala je največja arabska država, ki je nastala iz sirskih provinc pod nekdanjo osmansko oblastjo. De iure je postala neodvisna kot parlamentarna republika leta 1945, ko je Prva sirska republika postala ustanovna članica Združenih narodov, s čimer je francoski mandat pravno prenehal veljati. Francoske enote so se umaknile aprila 1946, s čimer je država pridobila de facto neodvisnost.
Obdobje po osamosvojitvi je bilo burno, saj so državo med letoma 1949 in 1971 večkrat pretresli poskusi državnega udara. Leta 1958 je Sirija sklenila kratko zvezo z Egiptom, ki je bila prekinjena z državnim udarom leta 1961 in se je na ustavnem referendumu preimenovala v Sirsko arabsko republiko. Z državnim udarom leta 1963, ki ga je izvedel vojaški odbor batistične stranke, je bil vzpostavljen enopartijski sistem, ki je med letoma 1963 in 2011 državo vodil v skladu z zakonom o izrednih razmerah, s čimer je praktično ukinil ustavno zaščito državljanov. Notranji boji za oblast znotraj batističnih frakcij so prinesli še dva državna udara leta 1966 in 1970, ki sta na koncu privedla do prevzema oblasti s strani Hafeza al Asada. Da bi utrdil oblast v svoji družini je vzpostavil vladavino alavitske manjšine. Po njegovi smrti leta 2000 je predsedniški položaj prevzel njegov sin Bašar al Asad.
Od arabske pomladi leta 2011 je Sirija vpletena v večstransko državljansko vojno, v kateri sodelujejo različne države, kar je privedlo do begunske krize, saj je bilo iz države razseljenih več kot 6 milijonov beguncev. V letih 2014–2015 je militantna skupina Islamska država (IS) zavzela številna sirska mesta, na kar so se odzvale Združene države, ki so sprožile mednarodno koalicijo (Combined Joint Task Force – Operation Inherent Resolve), ki je teritorialno porazila IS v Siriji. Nato so se na sirskem ozemlju pojavile tri politične entitete – sirska začasna vlada, sirska vlada odrešitve in Rodžava –, ki so se uprle Asadovi vladavini. Konec leta 2024 je koalicija opozicijskih sil v ofenzivah zavzela več večjih mest, vključno z Damaskom, in zrušila Asadov režim.
Sirija je država rodovitnih planot, visokih gora in puščav, kjer živijo različne etnične in verske skupine. Največja etnična skupina so Arabci, največja verska skupina pa sunitski muslimani. Do zavzetja Damaska s strani uporniških sil je bila to edina država, v kateri so vladali neobatisti. Neobatistična vlada je bila totalitarna diktatura z obsežnim kultom osebnosti okoli družine Asad deležna številnih kritik zaradi hude notranje represije in vojnih zločinov. Ker je Sirija na indeksu nestabilnih držav za leto 2024 uvrščena na četrto najslabše mesto, je ena najnevarnejših držav za novinarje. Svoboda tiska je izredno omejena, država pa je na indeksu svobode tiska za leto 2024 uvrščena na 2. najslabše mesto. Je najbolj koruptivna država v regiji MENA (Bližnji vzhod in severna Afrika), na indeksu zaznave korupcije za leto 2023 pa je bila uvrščena na 2. najslabše mesto. Sirija je postala epicenter industrije captagona, ki jo je spodbujal Asad, saj letno izvozi za več milijard dolarjev te prepovedane droge, kar jo uvršča med največje mamilarske kartele na svetu.

## Etimologija
Več virov navaja, da ime Sirija izhaja iz luvijskega izraza Sura/j iz 8. stoletja pred našim štetjem in izpeljanega starogrškega imena:Σύριοι, Sýrioi ali Σύροι, Sýroi, ki izvirno izhajata iz besede Aššur (Asirija), imena mesta, božanstva in središča Asirskega cesarstva, ki je bilo v severni Mezopotamiji (v današnjem Iraku). Od Selevkidskega cesarstva (323-150 pr. n. št.) naprej se je izraz Sirija uporabljal tudi za Levant, tako da so ga od takrat Grki uporabljali brez razlikovanja med Asirci v Mezopotamiji in Aramejci v Levantu. Glavno sodobno akademsko mnenje močno podpira trditev, da sta grška izraza povezana s sorodnim izrazom Ἀσσυρία, Assyria, ki izhaja iz akadskega Aššur. Zdi se, da grško ime ustreza feničanskima izrazoma ʾšr »Ašur«, ʾšrim »Asirci«, zapisanima v napisu Çineköy iz 8. stoletja pred našim štetjem.
Območje, ki ga beseda označuje, se je skozi čas spreminjalo. V klasičnem obdobju je Sirija zajemala vzhodno obalo Sredozemskega morja, z mejo na jugu pri Arabiji in na severu pri Mali Aziji. Regija se je raztezala proti notranjosti, pri čemer je vključevala dele današnjega Iraka. Severovzhodna meja območja je bila manj jasno določena; Plinij starejši jo opisuje kot območje, ki od zahoda proti vzhodu zajema Komageno, Sofeno in Adiabeno.
V Plinijevem času je bila ta, večja, Sirija razdeljena na več provinc pod Rimskim cesarstvom (vendar politično neodvisnih druga od druge): Judejo, ki se je leta 135 n. št. preimenovala v Palestino (regija, ki ustreza današnjemu Izraelu, palestinskim ozemljem in Jordaniji), na skrajnem jugozahodu; Fenicijo (ustanovljena leta 194 n. št.), ki ustreza današnjemu Libanonu, guvernatu Damask in Homs; Kelesirijo (tudi »votla Sirija«) južno od reke Elevter.

## Zgodovina

### Stari vek
Natufska kultura, ki se je pojavila okoli 11. tisočletja pred našim štetjem, velja za prvo naseljeno kulturo na tem območju. Ta kultura je postala eno od osrednjih žarišč neolitske kulture, znane kot predlončarski neolitik A, v kateri so se prvič pojavili kmetijstvo in živinoreja. Na arheološkem najdišču Tell Karamel so odkrili več okroglih kamnitih stolpov, datiranih v leto 10.650 pr. n. št., ki veljajo za najstarejše tovrstne strukture na svetu. Neolitsko obdobje predlončarskega neolitika B zaznamujejo pravokotne hiše, značilne za kulturo Murejbet. V tem času so ljudje uporabljali posode, izdelane iz kamna, sadre in žganega apna (znanega kot vaisselle blanche). Odkritje orodja iz obsidiana, uvoženega iz Anatolije, dokazuje zgodnje oblike trgovine. Starodavni mesti Hamukar in Emar sta igrali pomembno vlogo v poznem neolitiku in bronasti dobi. Arheološke raziskave kažejo, da je bila civilizacija na območju Sirije ena najstarejših na svetu, prekašala jo je morda le Mezopotamija.
Najstarejša zabeležena avtohtona civilizacija v regiji je bilo kraljestvo Ebla blizu današnjega Idliba v severni Siriji. Ebla naj bi bila ustanovljena okoli leta 3500 pr. n. št. in je svojo gospodarsko moč postopoma gradila z obsežno trgovino z mezopotamskimi državami Sumerijo, Asirijo in Akadom ter s huritskimi in hatiškimi ljudstvi na območju severozahodne Male Azije. Arheološka odkritja, kot so darila egiptovskih faraonov, potrjujejo stike med Eblo in starim Egiptom. Med najzgodnejšimi pisnimi dokumenti iz Sirije je trgovinski sporazum, znan kot pogodba med Eblo in Abarsalom, ki je bil sklenjen okoli leta 2300 pr. n. št. s sodelovanjem vezirja Ibriuma iz Eble in nejasno identificiranega kraljestva Abarsal. Jezik Eble, znan kot eblaitščina, velja za enega najstarejših znanih pisnih semitskih jezikov, takoj za akadščino. Nedavne jezikoslovne analize ga uvrščajo med vzhodnosemitske jezike, tesno povezanega z akadščino. Ebla je bila močno prizadeta zaradi dolgotrajne vojne z mestom Mari, kar je oslabilo njen vpliv. V prvi polovici 23. stoletja pr. n. št. je celotna Sirija postala del mezopotamskega Akadskega kraljestva, potem ko so osvajanja Sargona Akadskega in njegovega vnuka Naram-Sina privedla do zatona eblanske prevlade v regiji.
V 21. stoletju pr. n. št. so Huriti naselili severovzhodno Sirijo, medtem ko so v preostalih delih regije prevladovali Amoriti. Sosednje asirske in babilonske civilizacije so to območje imenovale dežela Amurov (Amoritov). Amorejci so govorili severozahodni semitski amorejski jezik, ki velja za najzgodnejši potrjeni kanaanski jezik. V tem obdobju je mesto Mari ponovno pridobilo pomembnost, dokler ga ni osvojil babilonski kralj Hamurabi. Prav tako se je okoli leta 1800 pr. n. št. razvilo mesto Ugarit, ki je bilo locirano blizu današnje Latakije. Ugaritščina, semitski jezik soroden kanaanskim jezikom, je bil zapisan z ugaritsko abecedo, ki velja za najstarejšo znano abecedo na svetu. Ugaritsko kraljestvo je obstajalo do uničenja s strani ljudstev z morja v 12. stoletju pr. n. št., med t. i. propadom pozne bronaste dobe.
Alep in Damask veljata za najstarejši neprekinjeno naseljeni mesti na svetu. Jamhad (sodobni Alep) je dve stoletji prevladoval v severni Siriji, čeprav sta vzhodno Sirijo v 19. in 18. stoletju pred našim štetjem zasedla Staro asirsko cesarstvo, ki mu je vladala amoritska dinastija Šamši-Adada I., in babilonsko cesarstvo, ki so ga prav tako ustanovili Amoriti. Jamhad je bil v tablicah iz Marija opisan kot najmogočnejša država na Bližnjem vzhodu, ki je imela več vazalov kot sam Hamurabi. Njegova oblast se je raztezala nad mesti, kot sta Alalah, Katna, huritskimi državami in po dolini Evfrata vse do meja Babilona. Njegova vojska je izvajala pohode vse do ozemlja Dera na meji z Elamom (današnji Iran). Jamhad in Eblo so okoli leta 1600 pr. n. št. osvojili in uničili Hetiti iz Male Azije. Zatem je Sirija postala prizorišče spopadov med različnimi imperiji, vključno s Hetitskim imperijem, Mitanskim imperijem, Egipčanskim kraljestvom, Srednje asirskim cesarstvo in občasno Babilonijo. Sprva so Egipčani prevladovali na jugu, medtem ko sta Hetiti in Mitani nadzorovali sever. Sčasoma je Asirija postala prevladujoča sila, uničila Mitansko kraljestvo in si priključila velika ozemlja, ki so bila pred tem pod nadzorom Hetitov in Babilona.
Okoli 14. stoletja pred našim štetjem so se na tem območju pojavila različna semitska ljudstva, na primer polnomadski Suteani, ki so se neuspešno spopadli z Babilonijo na vzhodu, in zahodnosemitsko govoreči Aramejci, ki so nasledili Amorite. Tudi te so si Asirci in Hetiti za več stoletij podredili. Egipčani so se borili s Hetiti za nadzor nad zahodno Sirijo; spopadi so dosegli svoj zenit leta 1274 pr. n. št. v bitki pri Kadešu. Zahod je ostal del hetitskega imperija vse do njegovega uničenja okoli leta 1200 pr. n. št., medtem ko je vzhodna Sirija večinoma postala del Srednje asirskega imperija, ki si je med vladavino Tiglat-Pilesera I., v letih 1114 – 1076 pr. n. št. prav tako podredil večji del zahoda. Z uničenjem Hetitov in propadom Asirije konec 11. stoletja pr. n. št. so aramejska plemena prevzela nadzor nad večjim delom notranjosti in ustanovila mestne države, kot so Bit Bahiani, Aram-Damask, Hamat, Aram-Rehob, Aram-Naharaim in Luhuti. Od takrat je regija znana kot Arameja ali Aram. Prišlo je tudi do sinteze med semitskimi Aramejci in ostanki indoevropskih Hetitov, pri čemer so bile ustanovljene številne siro-hetitske države s središčem v severnem osrednjem Aramu (Sirija) in južni osrednji Mali Aziji (sodobna Turčija), vključno s Palistinom, Karkemišem in Sam'alom.
Od 13. stoletja pred našim štetjem je na obalah Sirije (ter tudi Libanona in severne Palestine) prevladovala kanaanska država z imenom Fenicija, ki je ustanovila mestne države, kot so Amrit, Simira, Arvad, Paltos, Ramita in Šuksi. Iz teh obalnih regij so sčasoma razširili svoj vpliv po vsem Sredozemlju, med drugim so ustanovili kolonije na Malti, Siciliji, Iberskem polotoku in obalah severne Afrike, predvsem pa so v 9. stoletju pred našim štetjem ustanovili veliko mestno državo Kartagino, ki je pozneje postala središče velikega imperija, sovražnika rimske republike.
Sirija in zahodna polovica Bližnjega vzhoda sta nato pripadli obsežnemu novo asirskemu cesarstvu (911 pr. n. št  – 605 pr. n. št.). Asirci so uvedli cesarsko aramejščino kot linguo franco svojega cesarstva. Ta jezik je v Siriji in na celotnem Bližnjem vzhodu prevladoval vse do islamskih osvajanj v 7. in 8. stoletju našega štetja. Bil je tudi sredstvo za širjenje krščanstva. Asirci so svoje kolonije v Siriji in Libanonu poimenovali Eber-Nari. Asirska prevlada se je končala, ko so Asirci močno oslabeli v nizu krutih notranjih državljanskih vojn, ki so jim sledili napadi: Medijcev, Babiloncev, Kaldejcev, Perzijcev, Skitov in Kimercev. Med padcem Asirije so Skiti opustošili in izropali velik del Sirije. Asirska vojska se je zadnjič uprla pri Karkemišu v severni Siriji leta 605 pr. n. št. Asirskemu cesarstvu je sledilo novo babilonsko cesarstvo (605 pr. n. št. – 539 pr. n. št.). V tem obdobju je Sirija postala bojišče med Babilonijo in drugo nekdanjo asirsko kolonijo, Egiptom. Babilonci so tako kot njihovi asirski sorodniki slavili nad Egiptom.

### Po starem veku
Sirija, zibelka krščanstva, je postala ob širjenju islama na Bližnji vzhod eno od središč nove religije. Leta 635 je z zavzetjem Damaska Sirija prešla pod arabski vpliv, ki se je kljub vmesnim vdorom Seldžukov in križarjev obdržal do leta 1516, ko je postala del Otomanskega cesarstva.
Ob razpadu Otomanskega cesarstva po prvi svetovni vojni je Društvo narodov upravljanje ozemlja Sirije poverilo Franciji – Francija se je že od 18. stoletja dalje razglasila za zaščitnika tega območja. Po osvoboditvi izpod oblasti Vichyjske Francije je država leta 1944 razglasila neodvisnost, čeprav so tuje sile ostale v državi do leta 1946. Sirija je bila ustanovna članica Organizacije združenih narodov. Leta 1958 se je za tri leta združila z Egiptom v Združeno arabsko republiko.
Leta 1967 je Sirija v arabsko-izraelski vojni izgubila Golansko planoto, ki jo je zasedel Izrael. Od leta 1976 so sirske enote nastanjene v Libanonu z namenom vzdrževanja miru. V zadnjih letih je bilo več pogajanj med Sirijo in Izraelom o vrnitvi Golanske planote.
Od leta 2000 je predsednik države Bašar al Asad, pripadnik manjšinskih Alavitov, ki je oblast prevzel po smrti svojega očeta Hafiza al Asada.
ZDA in nekatere druge zahodne sile Sirijo že dlje časa obtožujejo podpiranja terorizma. Sirija je leta 2004 postala cilj omejenih ameriških sankcij, ki so jih zasnovali predstavniki obeh strani kongresa, predsednik George W. Bush pa s podpisom potrdil kot zakon.
2. septembra 2004 je Varnostni svet sprejel resolucijo Varnostnega sveta Združenih narodov št. 1559, ki sta jo skupaj zasnovali Francija in ZDA. V duhu sporazuma iz Taifa resolucija zahteva »umik vseh ostankov tujih sil iz Libanona« in »poudarja močno podporo OZN teritorialni integriteti, suverenosti in politični neodvisnosti Libanona«, s čimer implicira na sirijsko vmešavanje v libanonske notranje zadeve in navzočnost sirskih vojaških sil v tej državi. Po še ne povsem pojasnjenem atentatu na nekdanjega libanonskega premiera Rafika Haririja je Sirija kmalu popustila pod silovitim mednarodnim pritiskom in do 26. aprila 2005 svojo vojsko umaknila iz Libanona.
Od leta 2011 divja v Siriji državljanska vojna. Razmere so se dodatno zaostrile z vdorom Islamske države na ozemlje Sirije in vmešanjem Rusije. Od začetka državljanske vojne 2011 do konca leta 2014 je iz Sirije pred oboroženimi spopadi zbežalo 7,6 milijona beguncev. Od leta 2020 do 2024 je vojna mirovala, nakar je po bliskovitih ofenzivah opozicije in uporniških skupin konec leta 2024 v nekaj dneh režim Asada razpadel.

## Prebivalstvo

### Etnije
Večina Sircev je semitskega porekla. Približno 89 % prebivalstva predstavljajo Arabci (80 % Siro-Arabci, 9 % Aramejci/Sirci), 9 % je Kurdov, med preostalima 2 % je največ Armencev in Turkmencev. V Damasku, Alepu in Kamišliju živijo predstavniki maloštevilne judovske skupnosti.

### Religije
90 % prebivalstva pripada islamu, od tega je 74 % sunitov, preostalih 16 % so alaviti, druzi in ostale muslimanske sekte. Večina preostalih 10 % prebivalstva pripada različnim vejam krščanstva.

### Jezik
Uradni in tudi najštevilčnejši jezik države je arabščina. Večina Kurdov na severovzhodu države govori kurdščino, med ostale materne jezike v državi sodijo še armenščina, aramejščina (sirščina), čerkeščina in narečja turških jezikov.

## Upravna delitev
Sirija je upravno razdeljena na 14 guvernatov (arabsko muhafazatov):
1. Damask
2. Damaščanski Rif
3. Kunajtira
4. Dara
5. Suvajda
6. Homs
7. Tartus
8. Latakija
9. Hama
10. Alep
11. Idlib
12. Raka
13. Deir ez-Zur
14. Hasaka

### Vlada
- Electronic Government Portal (arabsko) – vladne strani
- Prime Minister (arabsko) – uradna spletna stran predsednika vlade Sirije
- Statistics (arabsko) – uradna spletna stran Državnega statističnega urada

### Turizem
- Tourism – official website of the minister of tourism

### Zemljevidi
- Wikimedia Atlas - Sirija
- Sirija na OpenStreetMap